# Bourgueil
Bourgueil – miejscowość i gmina we Francji, w Regionie Centralnym, w departamencie Indre i Loara.
Według danych na rok 1990 gminę zamieszkiwało 4001 osób, a gęstość zaludnienia wynosiła 121 osób/km² (wśród 1842 gmin Regionu Centralnego Bourgueil plasuje się na 86. miejscu pod względem liczby ludności, natomiast pod względem powierzchni na miejscu 281.).